# Ana's Song (Open Fire)
Ana's Song (Open Fire är en låt av Silverchair. Låten återfinns på albumet Neon Ballroom från 1999, och släpptes även på singel. Singeln nådde nummer 14 på topplistan i Australien och nummer 12 på topplistan i USA. Singeln var en mindre hit i Nya Zeeland (nummer 34) och England (nummer 45).
Låten handlar om bandets sångare och gitarrist Daniel Johns anorexia och hur det har påverkat honom.
Johns sa att på grund av sin anorexia åt han endast vad han behövde för att överleva.
Enligt honom började problemen runt tiden när bandet spelade in albumet Freak Show (maj 1996).